# Teloleptoneta synthetica
Teloleptoneta synthetica är en spindelart som först beskrevs av Machado 1951.  Teloleptoneta synthetica ingår i släktet Teloleptoneta och familjen Leptonetidae.
Artens utbredningsområde är Portugal. Inga underarter finns listade i Catalogue of Life.